# Черношапочный сурок
Черношапочный, или камчатский, или восточный сурок (лат. Marmota camtschatica) — вид сурков.
Имеет три подвида: северобайкальский, лено-колымский и камчатский.
Северобайкальский подвид биологически сходен с монгольским сурком — тарбаганом (М. b. sibirica).
Лено-колымский подвид приобрёл ряд приспособлений к жизни в очень суровых условиях. В каждом поселении сурков имеется обычно одна зимовочная нора, до 4—5 летних и около 10 (до 17) временных (жировочных) нор. Располагаются поселения на малоснежных сухих южных и юго-западных склонах гор и холмов на высоте до 4 200 м над уровнем моря. Ходы и камеры зимовочной норы прокладываются на небольшой глубине (от 22 до 70 см) в промерзаемом слое грунта, температура которого в феврале — марте понижается до −14, −16° С, а к концу лета прогревается только до +1,5, +2° С. Большая протяженность ходов (до 113 м) и большое число выходов из норы (до 18) способствуют лучшему проникновению тепла в нору летом и этим ускоряют оттаивание и просыхание грунта. Около ходов грунт оттаивает на 30—50 см глубже, чем на смежных участках, с которых сурки нагребают грунт и натаскивают камни над ходом и камерой, повышая этим толщу потолков хижины на 11—32 см. Эта возвышенность весной раньше оттаивает. Стенки гнездовой камеры сурки обмазывают, как штукатуркой, смесью земли с травяной трухой, а в холодное время устраивают из сухой травы пробки в ходах, связанных с гнездовой камерой. В зимовочной камере масса гнездовой выстилки достигает 9—12,5 кг. В спячку лено-колымские сурки залегают со второй половины сентября — начала октября, когда уже установился снежный покров и температура воздуха снаружи понижается до —10, —20° С. Все сурки одного поселения (до 25—30 особей) залегают в одной камере. Кроме наружных земляных пробок, они делают несколько травяных пробок близ гнездовой камеры. Сурки залегают, тесно прижавшись друг к другу в один ряд, а если их много, то в два яруса. Пробуждение происходит в мае, хотя снег стаивает только в середине июня. Спаривание происходит в норах во второй половине апреля , за 3—4 недели до выхода на поверхность. В одном выводке бывает в среднем 5—6 (от 3 до 11) сурчат. В размножении принимают участие около 75 % половозрелых самок. По этим показателям плодовитость лено-колымских сурков выше, чем форм, распространенных южнее.

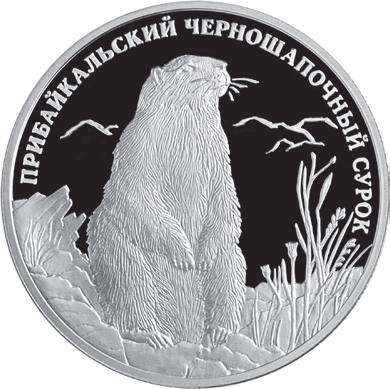
Прибайкальский черношапочный сурок. Монета Банка России — Серия: «Красная книга», серебро, 2 рубля, 2008 год

Этот вид сурка обычно обитает в Восточной и Северо-Западной Сибири, в Хараулахских горах и т. п. Его также называют камчатским или восточным сурком. Своё название сурок получил из-за своей окраски: однотонной коричневой по всему телу с тёмным пятном на голове. Издали кажется, будто на нём надета чёрная шапочка.
Обитают сурки разобщёнными семьями. У каждой семьи имеется своя нора для зимовки, а также несколько летних и около 14 временных нор. Обычно семьи селятся на сухих южных, малоснежных склонах гор и холмов на высоте, не превышающей 1,2 км над уровнем моря. Норы у сурков не очень глубокие. Ходы расположены на глубине примерно от 20 до 70 сантиметров. Норы часто имеют сложную систему лабиринтов и выходов. Это делается специально для того, чтобы летом в нору проникало больше тепла и быстрее оттаивал и просыхал промёрзший грунт.
Облицовочная работа у сурков также присутствует. Они обмазывают стены своей гнездовой камеры смесью травяной трухи и земли. Зимой или холодной осенью сурки любят затыкать свои ходы пробками из сухой травы.
В конце сентября — начале октября, когда температура воздуха достигает −10 градусов, сурки залегают в спячку. Вся семья (а это около 25 особей) обычно залегает в одной гнездовой камере. Они тесно прижимаются друг другу в один ряд, если семейство очень большое, то могут ложиться в несколько ярусов. Выходят из спячки сурки в мае. По расписанию происходит и спаривание. Обычно в конце апреля, в норах, за 3—4 недели до выхода из спячки.